# Octagrama
En geometria, un octagrama és un polígon estelat de vuit angles. En general, un octagrama és qualsevol octàgon autointersecant (polígon de 8 costats).
A l'octagrama regular li correspon el símbol de Schläfli {8/3}, que significa un estel de 8 costats connectant cada vèrtex (amb la mateixa distribució que els d'un octàgon regular) amb un altre vèrtex situat tres llocs més endavant.